# Branco du Preez
Pour les articles homonymes, voir Du Preez.
Pas d'image ? Cliquez ici

a Compétitions nationales et continentales officielles uniquement.

b Matchs officiels uniquement.
Dernière mise à jour le 17 mars 2018.
Branco du Preez (né le 8 mai 1990 à George (Afrique du Sud)) est un joueur de rugby à sept sud-africain. Il évolue au poste de demi de mêlée à sept. Depuis 2011, il est joueur à plein temps avec l'équipe d'Afrique du Sud de rugby à sept qui dispute les World Rugby Sevens Series. 

## Carrière

### En rugby à XV
Branco du Preez fut sélectionné pour l'équipe nationale des moins de 20 ans qui disputa les championnats du Monde en 2010 en Argentine. 

### En rugby à sept
En 2010, il intègre l'équipe nationale de rugby à sept. Il remporta les Jeux du Commonwealth en 2014 à Glasgow contre la Nouvelle-Zélande en finale.

## Palmarès

### En équipe nationale
- Médaille d'or à l'épreuve de rugby à sept des Jeux du Commonwealth en 2014.